# Too Many Millions
Too Many Millions è un film muto del 1918 diretto da James Cruze che si basa su Someone and Somebody, romanzo di Porter Emerson Browne pubblicato a New York nel 1917.
Prodotto dalla Jesse L. Lasky Feature Play Company, il film venne distribuito l'8 dicembre 1918 dalla Paramount Pictures.

## Trama

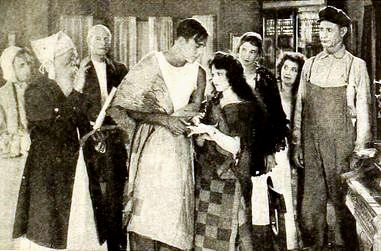
Una scena del film

Walsingham Van Dorn, un agente librario mezzo fallito, eredita dagli zii una fortuna di quaranta milioni di dollari. Incredulo, affida la gestione dell'eredità all'avvocato Wilkins, mentre lui si ritira a vivere solitario. Una sera, però, gli giunge in casa una ragazza, Desiree Lane, che gli intima di rifondere due milioni di dollari che i suoi zii avevano truffato al padre di lei. Van Dorn cerca di restituirle il maltolto, ma scopre che l'avvocato è fuggito con tutti i suoi beni. I due giovani si mettono sulle tracce del fuggitivo ma l'albergo in cui si sono fermati per la notte prende fuoco e loro si salvano restando con addosso il solo pigiama. Per evitare uno scandalo, si sposano. Naturalmente, sono innamorati e l'unione si rivela estremamente felice.
Così, quando due anni dopo Wilkins restituisce il denaro rubato, cominciano a chiedersi se tutti quei soldi porteranno loro la felicità.

## Produzione
Il film fu prodotto dalla Jesse L. Lasky Feature Play Company.

## Distribuzione
Il copyright del film, richiesto dalla Famous Players-Lasky Corp., fu registrato il 12 ottobre 1918 con il numero LP12984.
Il film uscì nelle sale USA l'8 dicembre 1918, distribuito dalla Famous Players-Lasky Corporation e dalla Paramount Pictures. In Spagna prese il titolo di Demasiados millones.